# LAURA (hoorimplantaat)
LAURA (een acroniem voor Leuven and Antwerp Universities Research Auditory prosthesis) is een hoorimplantaat ontwikkeld door leden van verschillende Belgische universiteiten en instellingen, waaronder de Katholieke Universiteit Leuven en de Universiteit Antwerpen. Het is het resultaat van een multidisciplinaire samenwerking tussen artsen, onder wie professor Jean Marquet, logopedisten, audiologen en ingenieurs elektronica en mechanica. 
Stefaan Peeters gaf in 1979 de aanzet voor het project cochleaire inplantingen aan de KU Leuven waar het werkingsprincipe van het LAURA kunstoor werd vastgelegd. Na een lange periode van research stelde ABS de technologie op punt en zorgde voor het op de markt brengen ervan in 1990.
Het destijds revolutionaire apparaat liet een bepaalde categorie volledig doven, die met een gewoon hoorapparaat niet geholpen konden worden, weer geluiden waarnemen die ze na een intensieve training kunnen leren begrijpen. Het is geschikt voor sensoriële doven, personen bij wie het binnenoor niet (meer) functioneert. Bij dergelijke patiënten worden de trillingen van het trommelvlies niet meer doorgegeven aan het slakkenhuis van het binnenoor. Hier worden de trillingen normaal omgezet tot zenuwprikkels. De zenuwcellen die deze functie vervullen, zijn bij deze patiënten vernietigd of afwezig. Hoewel de gehoorzenuw zelf (samengesteld uit 30.000 tot 35.000 afzonderlijke zenuwvezels die het binnenoor met de hersenen verbinden) nog gedeeltelijk intact is, ontvangt ze geen prikkels meer vanuit het binnenoor en is er dus geen gehoor meer aanwezig. Een cochleair implantaat vormt dus een schakel tussen een buiten het lichaam aangebracht microfoontje en de rechtstreeks gestimuleerde gehoorzenuw. Ze treedt op als een soort van vereenvoudigde vervanging van de functies van het slakkenhuis of cochlea.

## Werking
Uitwendig versterkt een gehoorapparaat op het oor een geluid of klank, dat aan een spraakprocessor wordt doorgegeven. Hier worden de beperkte impulsen geselecteerd die naar zestien plaatsen van de elektrode in het slakkenhuis zullen worden overgeseind om de gehoorzenuw te stimuleren. De spraakprocessor heeft de grootte van een "walkman" en kan op het lichaam meegedragen worden. Hij is met een verlengbaar snoer verbonden met het gehoorapparaat. 
Elektronische stimulatoren die de functie van het slakkenhuis vervangen, werden al voor LAURA op de markt kwam ingeplant, maar het ging steeds om eenkanaalsystemen die alleen het liplezen vergemakkelijken. Het LAURA-systeem was 8-kanalig bipolair of 16-kanalig monopolair, wat haar revolutionair maakte.
De werking van het kunstoor is gebaseerd op het aloude principe dat in de 18e eeuw door de Italiaanse natuurkundige Alessandro Volta en andere werd bestudeerd, met name gehoorstimulatie verkrijgen door het inbrengen van elektrische stimulatie in het binnenoor (Volta stak twee koperstaven in zijn oren).

## Opbouw
LAURA bestaat uit twee elementen: het implantaat in het slakkenhuis en een uitwendig stuursysteem dat via infraroodstralen met het implant communiceert. Het implantaat bestaat uit een elektrode die op 16 verschillende plaatsen de gehoorzenuw kan stimuleren (bij een normaal mens kan de zenuw op 30.000 tot 35.000 plaatsen worden gestimuleerd). 
Het hart van de elektronica in het implantaat is een speciaal voor dit doel ontworpen chip, door professor Peeters vervaardigd in samenwerking met het laboratorium voor elektronische engineering van prof. W. Sansen van de KU Leuven. De afmetingen van de chip waren nauwelijks 3 bij 2,5 mm. De behuizing van de chip is 25 mm lang, 25 mm breed en 6,5 mm dik. Alle elektronische schakelingen zijn hermetisch afgesloten om de componenten tegen de bijtende invloed van lichaamsvloeistoffen te beschermen. 